# Catacol Bay
Catacol Bay är en vik i Storbritannien.   Den ligger i riksdelen Skottland, i den nordvästra delen av landet, 600 km nordväst om huvudstaden London. Catacol Bay ligger på ön Isle of Arran.